# Howe (Indiana)
Howe – jednostka osadnicza w Stanach Zjednoczonych, w stanie Indiana, w hrabstwie LaGrange.